# Charles Vignier
Pour les articles homonymes, voir Vignier.
Charles Vignier, né en 1863 et décédé en 1934, est un poète et écrivain français d’origine suisse, devenu ensuite spécialiste des arts asiatiques et orientaux.

## Biographie
Charles Vignier est né à Genève le 8 mai 1863. Resté dans l’histoire des Lettres comme « l'assassin de mon ami Robert Caze» (la phrase est de Léon Bloy) lors d'un duel en 1886, il est élève et disciple de Paul Verlaine, ami de Stéphane Mallarmé, collaborateur de Lutèce, La Vie moderne, La Revue contemporaine, La Vogue.
Dans la seconde partie de sa vie, devenu grand spécialiste et collectionneur des arts asiatiques et orientaux dont il fera commerce, il fonctionne comme expert à l'hôtel Drouot dans les années 1920-1930 (ventes des collections Louis Gonse, Émile Javal, Raymond Koechlin, Edmond et Marcel Guérin, René Haase, Ulrich Odin, Jacques Doucet, etc.). André Malraux le consulta, dit-on, avant son départ en Indochine. Il fut également très lié avec Matisse et Derain (qui fit son portrait).
Il meurt à Paris le 5 février 1934.

## Œuvres
- Centon, poèmes, Paris, Léon Vanier, 1886.
- Album de vers et de prose, Bruxelles, Messageries de la Presse, 1888. Vol. 21, série II (No 9).
- Collections de M. Charles Vignier consistant en sculptures, peintures et objets d'art anciens de l'Asie ainsi qu'en quelques pièces d'art égyptien, d'art nègre et d'art aztèque, exposées du 16 mai au 15 juin 1915. Paris, Galerie Levesque, 1913.
- Le voile du bonheur, pièce en un acte de Georges Clemenceau. Paris, Éditions de la Sirène, 1919. Les ornements (fleurons et culs-de-lampe) sont des reproductions en phototypie de précieux objets chinois des dynasties Tang et Song choisis par Charles Vignier dans ses collections.
- Tableaux modernes, aquarelles, pastels, dessins. Collection Ch. V.. Paris, 1931. Vente du 21 mai 1931. Œuvres de Cézanne, Courbet, Degas, Delacroix, Derain, Dufy, Forain, Gauguin, Maillol, Marchand, Matisse, Picasso, Renoir, Segonzac, Toulouse Lautrec, Vlaminck. Œuvres importantes de Degas

## Préfaces
- Préface à La céramique dans l'art d'Extrême-Orient d'Henri Rivière (1854-1951). Recueil de 162 pièces reproduites en couleurs d'après les originaux choisis dans les musées et les collections françaises et étrangères. Paris, A. Lévy, 1923.

## Catalogues
- Catalogue de la Bibliothèque de livres japonais illustrés, appartenant a M. Ulrich Odin / [dresséÌ par Charles Vignier ; en collaboration avec M. Densmore. Paris, 1928 (Reprint Genève, Minkoff Reprint, 1973).
- Collection Jacques Doucet. Céramiques d’Extrême-Orient, bronzes, sculptures, peintures chinoises et japonaises, laques du Japon, faïences de la Perse, de la Transcaspie et de la Mésopotamie, miniatures persanes. Paris, Impr. Lahure, 1930. Vente du vendredi 28 novembre 1930. Expert: Charles Vignier.
- Objets d’art anciens de la Perse : catalogue d’une collection didactique de faïences de la Perse islamique, provenant de fouilles, du VIIe au XIIIe siècle, miniatures persanes et indo-persanes, manuscrits & reliures, bronzes; verres et émail, étoffes, tapis, composant la collection de M. J. M. de TeÌheÌran.  Vente à l'Hôtel Drouot des 5 et 6 mai 1922. Paris, Impr.G. Petit, 1922, 45 p. Expert: Charles Vignier.

## Sur Charles Vignier
- « Charles Vignier » par Félix Fénéon. Les Hommes d'aujourd'hui, no 300, 1887.
- « Charles Vignier » par Jules Tellier, in Nos poètes, Paris, Dupret, 1888.
- « Fantasmas en la quinta avenida: Marius de Zayas, Walter C. Arensberg y Charles Vignier » par Antonio Saborit, in Marius de Zayas. Un destierro moderno. Mexico, DGE Equilibrista, 2009, 288 p. Publié à l'occasion de son exposition au Museo Nacional de Arte à Mexico.
- Préface au Martyre d’Annil de Robert Caze, suivi de La sortie d'Angèle. Présenté, préfacé et annoté par Arnaud Bédat et René-Pierre Colin. Tusson, Éditions du Lérot + Porrentruy, Société jurassienne d'Emulation, 2010, 272 p.